# Candelaria de Noza
Candelaria de Noza ist eine Ortschaft im Departamento Santa Cruz im südamerikanischen Andenstaat Bolivien.

## Lage im Nahraum
Candelaria de Noza ist die siebtgrößte Siedlung des Cantón San Ignacio im Municipio San Ignacio de Velasco in der Provinz José Miguel de Velasco. Die Ortschaft liegt auf einer Höhe von 425 m zehn Kilometer westlich der Stadt San Ignacio de Velasco.

## Geographie
Candelaria de Noza liegt im bolivianischen Tiefland in der Region Chiquitanía, ein außerhalb der städtischen Ballungszentren oft noch wenig erschlossenen Landschaft zwischen Santa Cruz und der brasilianischen Grenze.
Das Klima der Region ist ein semi-humides Klima der warmen Tropen.
Die monatlichen Durchschnittstemperaturen schwanken im Jahresverlauf nur geringfügig zwischen 20,9 °C im Juni und 26,6 °C im Oktober, wobei sie zwischen September und März fast konstant oberhalb von 25 °C liegen (siehe Klimadiagramm San Ignacio de Velasco). Das Temperatur-Jahresmittel beträgt 24,5 °C. Die jährliche Niederschlagsmenge liegt im langjährigen Mittel bei 1200 mm. Drei Viertel des Niederschlags fallen in der Regenzeit von November bis März, während in der Trockenzeit in den ariden Monaten Juni bis August weniger als 30 mm pro Monat fallen.

## Verkehrsnetz
Candelaria de Noza liegt in nordöstlicher Richtung knapp 400 Straßenkilometer von Santa Cruz entfernt, der Hauptstadt des Departamentos.
Von Santa Cruz aus führt die asphaltierte Nationalstraße Ruta 4 über 57 Kilometer in nördlicher Richtung über Warnes nach Montero. Hier trifft sie auf die Ruta 10, die über eine Strecke von 279 Kilometer nach Osten führt und die Ortschaften San Ramón, San Javier und Santa Rosa de Roca als Asphaltstraße durchquert. Auf den restlichen 60 Kilometern bis nach San Ignacio ist die Straße unbefestigt, ebenso auf ihrem 310 Kilometer langen weiteren Weg nach Osten entlang der brasilianischen Grenze über San Vicente de la Frontera nach San Matías und weiter in die brasilianische Stadt Cáceres, mit der auch eine Busverbindung besteht.
Von San Ignacio aus fährt man in westlicher Richtung zehn Kilometer auf unbefestigten Straßen nach Candelaria de Noza. Direkt südlich der Ortschaft befindet sich der neugebaute Flughafen San Ignacio.

## Bevölkerung
Die Einwohnerzahl der Ortschaft ist in dem Jahrzehnt zwischen den beiden letzten Volkszählungen um etwa ein Drittel angestiegen:
| Jahr | Einwohner         | Quelle       |
| ---- | ----------------- | ------------ |
| 1992 | keine Detaildaten | Volkszählung |
| 2001 | 432               | Volkszählung |
| 2012 | 590               | Volkszählung |
| 2024 |                   | Volkszählung |

Die Landessprache Spanisch ist Hauptverkehrssprache in der Region San Ignacio. Auf Grund der Nähe zu Brasilien spricht ein Teil der Ortsbevölkerung auch Portugiesisch. Darüber hinaus sprechen viele Einwohner die indigene Chiquitano-Sprache.